# Темні ангели
«Темні ангели» — кінофільм режисера Роджера Маклеода, що вийшов на екрани в 2007 році.

## Зміст
У давні часи посланці Творця не послухалися його волі і вступили у зв'язок із земними дівчатами. Від їхнього союзу народилися жорстокі Нефіліми, які знаходили задоволення в тому, що пили людську кров. Гнів божий, здавалося, назавжди стер расу кровопивців із лиця Землі, але через тисячі років чорна кров предків знову бере гору в нащадків Нефілімів, і люди знову опиняються перед обличчям страшної загрози…

## Ролі
| Актор           | Роль |
| --------------- | ---- |
| Джастін Ріджвей | -    |
| Джеймс Райт     | -    |
| Бет Джойнер     | -    |
| Саммер Хауелл   | -    |
| Пібо Пауелл     | -    |
| Дженна Проссер  | -    |
| Уіллі Теннісон  | -    |
| Сонні Лендем    | -    |
| Стен Хемрік     | -    |
| Білл Емерсон    | -    |

## Знімальна група
- Режисер — Роджер Маклеод
- Сценарист — Роджер Маклеод, Джеймс Райт
- Продюсер — Бет Джойнер, Волтер Гейджер, Джеймс Ларрі Гілберт
- Композитор — Девід Нельсон